# Unenlagia comahuensis
Unenlagia comahuensis es una especie y tipo del género extinto Unenlagia de dinosaurio terópodo dromeosáurido, que vivió a finales del período Cretácico, hace aproximadamente entre 89 millones de años, en el Coniaciense, en lo que hoy es Sudamérica. Descubierto en la provincia de Neuquén de Argentina se basa en un esqueleto de un terópodo en la Sierra del Portezuelo y se reportó el mismo año. El nombre del género deriva del mapuche uñùm, pájaro, y llag, mitad, en referencia a que los descriptores consideraban a la especie como un nexo entre las aves y los terópodos más basales. El nombre de la especie hace referencia al Comahue, región donde se realizó el hallazgo. El espécimen holotipo, MCF PVPH 78, fue descubierto en capas de la Formación Portezuelo que datan del Coniaciense. Consiste en un esqueleto parcial sin cráneo pero que incluye vértebras, un sacro, costillas, cheurones, una escápula, un húmero, una pelvis parcial, un fémur y una tibia.